# Delphinia picta
Delphinia picta är en tvåvingeart som först beskrevs av Fabricius 1781.  Delphinia picta ingår i släktet Delphinia och familjen fläckflugor. Inga underarter finns listade i Catalogue of Life.